# Diệp Ngọc Khanh
Diệp Ngọc Khanh (chữ Hán: 葉玉卿, tên tiếng Anh: Veronica Yip, sinh ngày 12 tháng 2 năm 1967) là một nữ diễn viên Hồng Kông, cô nổi tiếng với dòng phim cấp III Hồng Kông trong nửa đầu thập niên 90 của thế kỉ 20.

## Nghiệp diễn
Diệp cô nương sinh trưởng tại Hồng Kông. Cô bắt đầu được biết đến khi đoạt giải Á hậu II cuộc thi người đẹp Á Châu vào năm 1985. Thanh danh của cô chóng biến mất từ khi cô đóng những bộ phim có nhiều cảnh quay dành riêng cho người lớn, vốn là loại phim bị coi thường trong thị hiếu của người Hồng Kông. Lần đầu là vào năm 1991, với bộ phim Hãy chiếm lấy em (1991), tiếp theo đó là Người đàn bà đẹp (1992) và Khao khát thầm kín (1992). Những phim này, tuy nhiên lại giúp cô trở nên nổi tiếng hơn, vì ngoài ngoại hình gợi cảm, cô còn có khả năng diễn xuất khá tốt. Cô trở thành "biểu tượng sex" ở Hồng Kông chỉ sau một thời gian ngắn tham gia ngành giải trí.
Năm 1993 là một năm đáng nhớ trong sự nghiệp của kiều nữ họ Diệp, khi cô được 2 lần ghi tên vào danh sách đề cử diễn viên xuất sắc nhất giải Kim Tượng. Giải "nữ chính xuất sắc" và giải "nữ phụ xuất sắc", với hai phim thuộc dòng chính thống: A Roof with a View  và Love Among the Triad. Đây cũng là năm ghi dấu thời kì đỉnh cao của Diệp Ngọc Khanh khi cô hoàn thành tất cả là 10 phim điện ảnh trong một năm.
Thành công và danh tiếng đến từ con đường đóng phim cấp III của cô khiến một số cô gái trẻ thời đó noi theo, trong đó có Thư Kì, người về sau cũng rất nổi tiếng.
Diệp Ngọc Khanh rút chân khỏi dòng phim cấp III năm 1994, nhường chỗ cho thế hệ của Thư Kì, Trần Bảo Liên để chuyển sang đóng phim chính thống. Lúc này cô được giao nhiều vai quan trọng trong các phim nổi tiếng như Xạ điêu anh hùng truyện của Lưu Trấn Vĩ, Tân Lộc Đỉnh ký của Kha Thụ Lương, hay Hồng hoa của Quan Cẩm Bằng. Bạn diễn của cô trong các là các tên tuổi như Lương Triều Vĩ, Trương Quốc Vinh, Lưu Gia Linh, Lương Gia Huy.
Năm 1996, cô trở lại với phim cấp III trong Ký ức dục vọng với bạn diễn quen thuộc Nhậm Đạt Hoa. Cũng trong năm này, cô đóng bộ phim nghệ thuật Gặp gỡ dưới hôn hoàng, đây cũng là phim cuối cùng của cô, vì sau đó cô lấy chồng và tuyên bố giải nghệ.

## Chuyện gia đình
Năm 1998, Diệp đầu tư một khoản lớn vào kế hoạch xây dựng Disneyland ở Hồng Kông của anh trai. Tuy nhiên, kết hoạch đổ vỡ bởi sự bất đồng của hai phía. Về sau hai người đã giải hòa.
Lần đầu tiên Diệp Ngọc Khanh gặp doanh nhân Hồ Triệu Minh, chồng hiện tại của cô, là trong bộ phim Xô nát ánh trăng. Trong phim này ông Triệu Minh đóng vai con trai của Diệp. Đám cưới tổ chức ngày 18 tháng 10 năm 1996. Sau khi cưới chồng, cô giải nghệ để theo chồng sang New York, Hoa Kỳ, nơi ông Jeffrey đang điều hành chuỗi siêu thị "Hong Kong supermarket". Thành quả của cuộc hôn nhân này là một gái và 2 trai. Hiện gia đình cô đang sinh sống tại đảo Long Island, Hoa Kỳ.